# 博利瓦爾 (拉烏尼翁省)
13°35′N 87°57′W / 13.583°N 87.950°W
博利瓦爾（西班牙語：Bolívar），是薩爾瓦多的城鎮，位於該國東部，由拉烏尼翁省負責管轄，面積51.59平方公里，海拔高度242米，2007年人口4,215，人口密度每平方公里81.7人。